# Административно-территориальное деление Сахалинской области
Административно-территориальное деление Сахалинской области представляет собой территориальную организацию субъекта РФ как систему административно-территориальных единиц, установленную для осуществления функций государственного управления, и систему муниципальных образований в рамках организации местного самоуправления.

## Административно-территориальное устройство

Административно-территориальное и муниципальное деление Сахалинской области

Система административно-территориальных единиц Сахалинской области согласно Областному Закону «Об административно-территориальном устройстве Сахалинской области» № 25-ЗО от 23 марта 2011 года включает:
- 17 районов,
- 1 город областного значения — город Южно-Сахалинск
- 1 город районного значения — город Углегорск Углегорского района;
- 1 посёлок городского типа — пгт Вахрушев Поронайского района;
- 1 сельский округ — Бошняковский сельский округ Углегорского района.

### Районы и город областного значения
| № на карте                | Герб | Название                  | Площадь, км² | Население, чел. | Код ОКАТО | Административный центр       |
| ------------------------- | ---- | ------------------------- | ------------ | --------------- | --------- | ---------------------------- |
| Город областного значения |      |                           |              |                 |           |                              |
| 1                         |      | город Южно-Сахалинск      | 905,021      | ↗189 156        | 64 401    | г. Южно-Сахалинск            |
| Районы                    |      |                           |              |                 |           |                              |
| 2                         |      | Александровск-Сахалинский | 4777,4       | ↘10 043         | 64 204    | г. Александровск-Сахалинский |
| 3                         |      | Анивский                  | 2684,8       | ↗20 975         | 64 208    | г. Анива                     |
| 4                         |      | Долинский                 | 2441,6       | ↘22 145         | 64 212    | г. Долинск                   |
| 5                         |      | Корсаковский              | 2623,58      | ↘39 284         | 64 216    | г. Корсаков                  |
| 6                         |      | Курильский                | 5145,9       | ↗6916           | 64 220    | г. Курильск                  |
| 7                         |      | Макаровский               | 2148,43      | ↘6939           | 64 224    | г. Макаров                   |
| 8                         |      | Невельский                | 1445,40      | ↘15 099         | 64 228    | г. Невельск                  |
| 9                         |      | Ногликский                | 11294,80     | ↘11 513         | 64 232    | пгт Ноглики                  |
| 10                        |      | Охинский                  | 14815,87     | ↘21 456         | 64 236    | г. Оха                       |
| 11                        |      | Поронайский               | 7284,27      | ↘20 472         | 64 240    | г. Поронайск                 |
| 12                        |      | Северо-Курильский         | 3501,23      | ↗2439           | 64 243    | г. Северо-Курильск           |
| 13                        |      | Смирныховский             | 10457,43     | ↘11 348         | 64 246    | пгт Смирных                  |
| 14                        |      | Томаринский               | 3169,33      | ↘8300           | 64 248    | г. Томари                    |
| 15                        |      | Тымовский                 | 6312,68      | ↘14 437         | 64 250    | пгт Тымовское                |
| 16                        |      | Углегорский               | 3965,55      | ↘16 542         | 64 252    | г. Углегорск                 |
| 17                        |      | Холмский                  | 2279,04      | ↘32 754         | 64 254    | г. Холмск                    |
| 18                        |      | Южно-Курильский           | 1856,09      | ↗11 487         | 64 256    | пгт Южно-Курильск            |

Административным центром Сахалинской области является г. Южно-Сахалинск.

## Муниципальное устройство
В рамках муниципального устройства области, в границах административно-территориальных единиц Сахалинской области образованы муниципальные образования.
В настоящее время Сахалинская область включает в себя 18 муниципальных образований со статусом городских округов.
| №  | Городской округ                                   | Флаг | Герб | Население, чел., (2023 г.) | Площадь, тыс. км² | Плотность, чел./км² | Административный центр       |
| -- | ------------------------------------------------- | ---- | ---- | -------------------------- | ----------------- | ------------------- | ---------------------------- |
| 1  | Городской округ «Александровск-Сахалинский район» |      |      | ↘10 043                    | 4,8               | 2,09                | г. Александровск-Сахалинский |
| 2  | Анивский городской округ                          |      |      | ↗20 975                    | 2,7               | 7,77                | г. Анива                     |
| 3  | Городской округ «Долинский»                       |      |      | ↘22 145                    | 2,4               | 9,23                | г. Долинск                   |
| 4  | Корсаковский городской округ                      |      |      | ↘39 284                    | 2,6               | 15,11               | г. Корсаков                  |
| 5  | Курильский городской округ                        |      |      | ↗6916                      | 5,1               | 1,36                | г. Курильск                  |
| 6  | Макаровский городской округ                       |      |      | ↘6939                      | 2,1               | 3,3                 | г. Макаров                   |
| 7  | Невельский городской округ                        |      |      | ↘15 099                    | 1,4               | 10,79               | г. Невельск                  |
| 8  | Городской округ Ногликский                        |      |      | ↘11 513                    | 11,3              | 1,02                | пгт Ноглики                  |
| 9  | Городской округ «Охинский»                        |      |      | ↘21 456                    | 14,8              | 1,45                | г. Оха                       |
| 10 | Поронайский городской округ                       |      |      | ↘20 472                    | 7,3               | 2,8                 | г. Поронайск                 |
| 11 | Северо-Курильский городской округ                 |      |      | ↗2439                      | 3,5               | 0,7                 | г. Северо-Курильск           |
| 12 | Городской округ «Смирныховский»                   |      |      | ↘11 348                    | 10,5              | 1,08                | пгт Смирных                  |
| 13 | Томаринский городской округ                       |      |      | ↘8300                      | 3,2               | 2,59                | г. Томари                    |
| 14 | Тымовский городской округ                         |      |      | ↘14 437                    | 6,3               | 2,29                | пгт Тымовское                |
| 15 | Углегорский городской округ                       |      |      | ↘16 542                    | 3,97              | 4,17                | г. Углегорск                 |
| 16 | Холмский городской округ                          |      |      | ↘32 754                    | 2,3               | 14,24               | г. Холмск                    |
| 17 | Южно-Курильский городской округ                   |      |      | ↗11 487                    | 1,9               | 6,05                | пгт Южно-Курильск            |
| 18 | Городской округ «Город Южно-Сахалинск»            |      |      | ↗189 156                   | 0,9               | 200,8               | г. Южно-Сахалинск            |

## История

### 1884—1909 годы. Сахалинский отдел

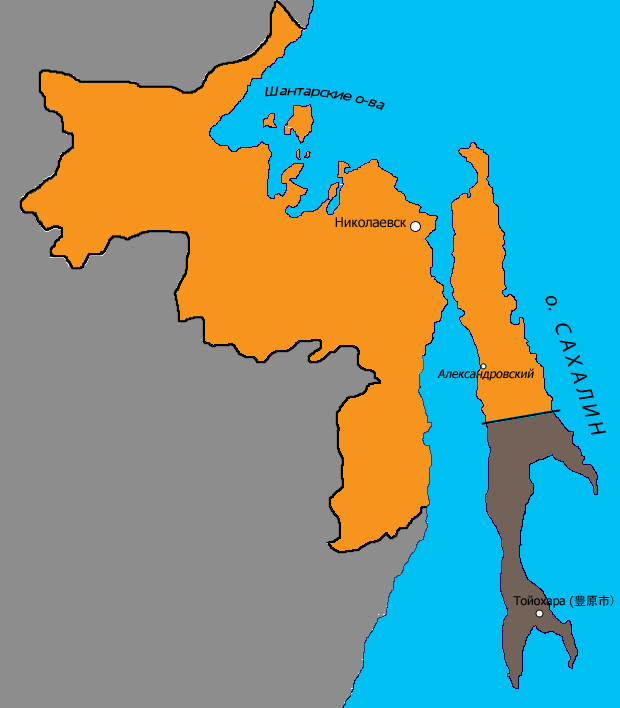
Территория Сахалинской области в 1914—1920 годах

15 мая 1884 года вышло «Положение об управлении островом Сахалин», согласно которому из состава Приморской области был выделен Сахалинский отдел, который делился на 3 округа:
- Александровский (центр — Пост Александровский)
- Корсаковский (центр — Пост Корсаковский)
- Тымовский (центр — селение Рыковское)[8][9]

По Портсмутскому мирному договору, заключённому 25 августа (5 сентября) 1905 года, территория Южного Сахалина (к югу от 50-го градуса с.ш.), включавшая в себя весь Корсаковский округ и большую часть Александровского, отошла к Японии. 31 марта 1907 года на этой территории было образовано губернаторство Карафуто с центром в городе Отомари (б. Пост Корсаковский).

### 1909—1920 годы. Сахалинская область
17 июня 1909 года согласно закону «Об административном переустройстве Приморской области и острова Сахалина» из состава Приморской области была выделена Сахалинская область (центр — Пост Александровский).
26 февраля 1914 года в состав Сахалинской области из Приморской области был передан Удский уезд (центр — город Николаевск). Административный центр области был перенесён из посёлка Александровского в город Николаевск.
С 21 апреля 1920 года по 15 мая 1925 года Северный Сахалин был оккупирован японскими войсками.

### 1925—1931 годы. Сахалинский округ
12 мая 1925 года решением президиума Дальревкома на Северном Сахалине был образован Сахалинский округ (центр — город Александровск), в состав которого вошли 4 района.
| Округ       | Центр               | Районы |
| ----------- | ------------------- | --- |
| Сахалинский | город Александровск | Александровский (центр — город Александровск), Охинский (центр — посёлок Оха), Рыбновский район (центр — село Верещагино), Рыковский (центр — село Рыковское) |

4 января 1926 года постановлением Президиума ВЦИК Сахалинский округ вошёл в состав новообразованного Дальневосточного края (ДВК) с центром в Хабаровске.
10 февраля 1930 года, решением 1-го туземного съезда Советов, был образован Восточно-Сахалинский район.
В декабре 1930 года на территории, выделенной из Рыбновского и Охинского районов, был создан национальный Западно-Сахалинский район.

### 1932—1937 годы. Сахалинская область ДВК
20 октября 1932 года вышло постановление ВЦИК и СНК РСФСР «О новом территориальном делении и районировании Дальневосточного края». В составе ДВК были образованы четыре области, в том числе Сахалинская область (центр — город Александровск-Сахалинский), в состав которой вошли районы:
- Александровский (центр — город Александровск-Сахалинский)
- Восточно-Сахалинский (центр — стойбище Ноглики)
- Западно-Сахалинский (центр — стойбище Вискиво)
- Охинский (центр — посёлок Оха)
- Рыбновский (центр — село Верещагино)
- Рыковский (центр — село Рыковское)

16 декабря 1933 года постановлением Президиума Сахалинского облисполкома был упразднён Западно-Сахалинский район; в это же время был образован Широкопадский район (центр — село Широкая Падь).
В 1937 году Рыковский район был переименован в Кировский район.

### 1938—1946 годы. Сахалинская область Хабаровского края
20 октября 1938 года Сахалинская область вошла в состав новообразованного Хабаровского края.
К 1 апреля 1940 года АТД Сахалинской области выглядело следующим образом:
| Район                     | Центр             | Сельсоветы, города и посёлки районного подчинения                                                   |
| ------------------------- | ----------------- | --------------------------------------------------------------------------------------------------- |
| Александровск-Сахалинский |                   | Арковский, Мгачинский, Михайловский, Пограничный, Хоэнский, посёлки: Дуэ, Октябрьский               |
| Восточно-Сахалинский      | село Ноглики      | Катангликский, Ногликский, Ныйвенский, Нышский, Пильтунский, Чайвинский                             |
| Кировский                 | село Дербинское   | Адо-Тымовский, Воскресеновский, Дербинский, Кировский, Онорский, Славский, Червинский               |
| Охинский                  | город Оха         | Гиляно-Абунакский, Москальвинский, Некрасовский, Ныровский, город Оха                               |
| Рыбновский                | село Рыбновск     | Калиновский, Кирпиченский, Луполовский, Найдинский, Погибинский, Теньгинский, Успеновский, Юковский |
| Широко-Падинский          | село Широкая Падь | Агневский, Най-Найский, Пильвинский, Широко-Падинский                                               |

#### Южно-Сахалинская область
В августе 1945 года советские войска провели Южно-Сахалинскую и Курильскую операции, завершившиеся присоединением Южного Сахалина и Курильских островов к СССР.
В январе 1946 года на Южном Сахалине и Курильских островах началось упразднение японского административно-территориального деления, были ликвидированы окружные префектуры, городские и сельские управы. 2 февраля 1946 года указом Президиума Верховного Совета СССР на этой территории была образована Южно-Сахалинская область в составе Хабаровского края с центром в городе Тойохара.
4 июня 1946 года административный центр Южно-Сахалинской области город Тойохара был переименован в город Южно-Сахалинск.

5 июня 1946 года указом Президиума Верховного Совета РСФСР «Об административно-территориальном устройстве Южно-Сахалинской области» было образовано 14 районов:
- Анивский (центр — город Анива)[22]
- Долинский (центр — город Долинск) — на большей части волости Отиай[23]
- Корсаковский (центр — город Корсаков)[10]
- Курильский[24]
- Лесогорский (центр — город Лесогорск)
- Макаровский (центр — город Макаров)
- Невельский (центр — город Невельск)[25]
- Поронайский (центр — город Поронайск)[26]
- Северо-Курильский (центр — город Северо-Курильск)[27]
- Томаринский (центр — город Томари)
- Углегорский (центр — город Углегорск)[28]
- Холмский (центр — город Холмск)[29]
- Южно-Курильский[30]
- Южно-Сахалинский

Этим же указом были переименованы города:
- Касивабора в Северо-Курильск
- Маока в Холмск
- Отиай в Долинск
- Отомари в Корсаков
- Сикука в Поронайск
- Сиритори в Макаров
- Томариору в Томари
- Эсутору в Углегорск

### с 1947 года. Сахалинская область

#### 1947—1962 годы
Сахалинская область в составе РСФСР с центром в Александровске-Сахалинском была образована 2 января 1947 года указом Президиума Верховного Совета СССР. Этим же указом была ликвидирована Южно-Сахалинская область, территория которой вошла в состав Сахалинской области.
18 апреля 1947 года административный центр Сахалинской области был перенесён из города Александровск-Сахалинский в город Южно-Сахалинск.
14 октября 1948 года указом Президиума Верховного Совета РСФСР был ликвидирован Долинский район.
22 августа 1951 года указом Президиума Верховного Совета РСФСР был образован Горнозаводский район (центр — город Горнозаводск).
31 августа 1956 года указом Президиума Верховного Совета РСФСР упразднены Октябрьский и Советский районы в городе Южно-Сахалинске; ликвидирован Горнозаводский район (территория передана Невельскому району), а Невельск отнесён к категории городов областного подчинения.   Корсаковский, Поронайский и Невельский городские и районные советы объединены соответственно в Корсаковский, Поронайский и Невельский городские советы

#### 1963—1965 годы
1 февраля 1963 года прошла всесоюзная реформа районного деления. Указом Президиума Верховного Совета РСФСР «Об укрупнении сельских районов, образовании промышленных районов и изменении подчинённости городов Сахалинской области» было упразднено 14 районов области: Восточно-Сахалинский, Корсаковский, Красногорский, Курильский, Лесогорский, Невельский, Поронайский, Рыбновский, Северо-Курильский, Томаринский, Чеховский, Широкопадский, Южно-Курильский и Южно-Сахалинский. Восточно-Сахалинский район был преобразован в Ногликский промышленный район (центр — посёлок Ноглики). Кировский район был преобразован в Кировский сельский и Тымовский промышленный районы. В состав последнего из Поронайского района были переданы сельсоветы: Побединский, Первомайский и Смирныховский. Леонидовский поссовет и Малиновский сельсовет Поронайского района были переданы в состав Макаровского сельского района.
13 мая 1963 года решением Сахоблисполкома № 175 в состав укрупненного Анивского сельского района были включены 4 сельсовета: Березняковский, Лиственничный, Новоалександровский и Троицкий.
В результате реформы Сахалинская область была разделена на 7 промышленных и 4 сельских района, 9 городов имели статус областного подчинения.
| Промышленные районы          | Курильский (центр — город Курильск), Ногликский (центр — пгт Ноглики), Рыбновский (центр — село Рыбновск), Северо-Курильский (центр — город Северо-Курильск), Томаринский (центр — город Томари), Тымовский, Южно-Курильский (центр — пгт Южно-Курильск) |
| Сельские районы              | Анивский (центр — город Анива), Кировский, Макаровский (центр — город Макаров), Углегорский (центр — город Углегорск) |
| Города областного подчинения | Александровск-Сахалинский, Долинск, Корсаков, Невельск, Оха, Поронайск, Углегорск, Холмск, Южно-Сахалинск |

В 1964 году Рыбновский район был включён в состав Охинского района.
12 января 1965 года указом Президиума Верховного Совета РСФСР были ликвидированы промышленные и сельские районы и вновь созданы единые районы:
- Анивский (центр — город Анива)
- Макаровский (центр — город Макаров)
- Углегорский (центр — город Углегорск)
- Александровск-Сахалинский (центр — город Александровск-Сахалинский)
- Долинский (центр — город Долинск)
- Корсаковский (центр — город Корсаков)
- Курильский (центр — город Курильск)
- Невельский (центр — город Невельск)
- Ногликский (центр — пгт Ноглики)
- Охинский (центр — город Оха)
- Поронайский (центр — город Поронайск) — в составе Вахрушевского, Гастелловского, Леонидовского и Тихменевского поссоветов, Соболинского (Владимировского) и Трудовского (Устьевского) сельсоветов[26]
- Северо-Курильский (центр — город Северо-Курильск)
- Томаринский (центр — город Томари)
- Тымовский (центр — пгт Тымовское) — в результате объединения Кировского сельского и Тымовского промышленного районов[32]
- Холмский (центр — город Холмск)
- Южно-Курильский (центр — пгт Южно-Курильск)

16 января 1965 года решением исполкома Сахалинского областного Совета депутатов трудящихся № 21 на основании указа Президиума Верховного Совета РСФСР от 12 января 1965 года был образован Смирныховский район (центр — поселок городского типа Смирных).

#### 1966—2004 годы
| Район                     | Центр                           | Сельсоветы, города и посёлки районного подчинения |
| ------------------------- | ------------------------------- | --- |
| Южно-Сахалинск            |                                 | Ленинский райсовет: посёлок Синегорск; Октябрьский райсовет: Дальненский, Лиственничный                                                                  |
| Александровск-Сахалинский |                                 | |
| Долинск                   |                                 | |
| Корсаков                  |                                 | |
| Невельск                  |                                 | |
| Оха                       |                                 | |
| Поронайск                 |                                 | |
| Углегорск                 |                                 | |
| Холмск                    |                                 | |
| Александровск-Сахалинский | город Александровск-Сахалинский | Арковский, Виахтинский, Владимировский, Михайловский, Хоэнский, посёлки: Дуэ, Мгачи                                                                      |
| Анивский                  | город Анива                     | Березняковский, Воскресенский, Луговской, Новоалександровский, Огоньковский, Таранайский, Троицкий, город Анива                                          |
| Долинский                 | город Долинск                   | Покровский, Советский, Стародубский, посёлки: Быков, Взморье, Сокол, Углезаводск                                                                         |
| Корсаковский              | город Корсаков                  | Охотский, Соловьёвский, Чапаевский, посёлки: Новиково, Озёрский                                                                                          |
| Курильский                | город Курильск                  | Буревестниковский, Рейдовский, город Курильск |
| Макаровский               | город Макаров                   | Горный, Новский, Пореченский, Пугачёвский, город Макаров, посёлок Восточный                                                                              |
| Невельский                | город Невельск                  | Амурский, город Горонозаводск, посёлки: Шебунино, Ясноморский                                                                                            |
| Ногликский                | посёлок Ноглики                 | Валовский, Нышский, посёлки Катангли, Ноглики |
| Охинский                  | город Оха                       | Большереченский, Люгинский, Москальвинский, Некрасовский, Новолангрский, Пильтунский, Рыбновский, посёлки: Восточный, Колендо, Нефтегорск, Тунгор, Эхаби |
| Поронайский               | город Поронайск                 | Забайкальский, Малиновский, Соболинский, Трудовской, посёлки: Вахрушев, Восток, Гастелло, Леонидово, Тихменево                                           |
| Северо-Курильский         | город Северо-Курильск           | город Северо-Курильск |
| Смирныховский             | посёлок Смирных                 | Онорский, Первомайский, Пильвинский, Побединский, Рощинский, посёлки: Буюклы, Смирных                                                                    |
| Томаринский               | город Томари                    | Айнский, Парусновский, Пензенский, города: Красногорск, Томари; посёлок Ильинский                                                                        |
| Тымовский                 | посёлок Тымовское               | Адо-Тымовский, Арги-Пагинский, Воскресеновский, Кировский, Молодёжнинский, Чир-Унвдский, Ясновский, посёлок Тымовское                                    |
| Углегорский               | город Углегорск                 | Краснопольский, Ольховский, Орловский, города: Лесогорск, Шахтёрск; посёлки: Бошняково, Тельновский, Ударный                                             |
| Холмский                  | город Холмск                    | Костромской, Новосибирский, Чаплановский, город Чехов, посёлки: Правда, Яблочный                                                                         |
| Южно-Курильский           | посёлок Южно-Курильск           | Головнинский, Крабозаводской, Малокурильский, посёлок Южно-Курильск                                                                                      |

16 июня 1996 года, по решению населения посёлка Вахрушев Поронайского района, принятого местным референдумом, было образовано муниципальное образование «Вахрушев».

#### с 2004 года
21 июля 2004 года в соответствии с законом Сахалинской области № 524 «О границах и статусе муниципальных образований Сахалинской области» статусом городского округа были наделены 19 муниципальных образований. Однако Прокуратурой Сахалинской области наделение семнадцати из девятнадцати муниципальных образований статусом городского округа (кроме Южно-Сахалинска и Вахрушева) было опротестовано в суде.
17 июня 2005 года Законом Сахалинской области № 42-ЗО пункты 9 и 17 статьи 1 Закона Сахалинской области «О границах и статусе муниципальных образований в Сахалинской области» в части установления границ и наделения статусом городского округа муниципальных образований «Углегорский район» и «Невельский район» были исключены; образованы Невельский и Углегорский муниципальные районы.
26 октября 2005 года определением Сахалинского областного суда производство по делу было прекращено, заявление прокурора области оставлено без удовлетворения. 5 апреля 2006 года определением Верховного Суда Российской Федерации решение Сахалинского областного суда оставлено без изменения.
На 11 октября 2009 года назначено голосование по преобразованию Невельского муниципального района в городской округ путём объединения Невельского городского, Горнозаводского и Шебунинского сельских поселений с образованием единого муниципального образования.
| Городские округа                |                                 | |
| Округ                           | Центр                           | Сельские и городские населённые пункты, входящие в состав округа |
| Александровск-Сахалинский район | город Александровск-Сахалинский | сёла: Арково, Арково-Берег, Виахту, Владимировка, Дуэ, Корсаковка, Мангидай, Мгачи, Михайловка, Танги, Трамбаус, Хоэ, Чеховское; город Александровск-Сахалинский |
| Анивский                        | город Анива                     | сёла: Благовещенское, Воскресенское, Высокое, Зеленодольск, Мицулевка, Ново-Троицкое, Огоньки, Песчанское, Петропавловское, Рыбацкое, Таранай, Троицкое, Успенское; город Анива |
| Вахрушев                        | пгт Вахрушев                    | пгт Вахрушев |
| Долинский                       | город Долинск                   | сёла: Арсентьевка, Быков, Взморье, Октябрьское, Покровка, Ручьи, Советское, Сокол, Сосновка, Стародубское, Углезаводск, Фирсово; город Долинск |
| Корсаковский                    | город Корсаков                  | сёла: Береговое, Вторая Падь, Дачное, Лесное, Муравьёво, Новиково, Новое, Озёрское, Охотское, Первая Падь, Пихтовое, Раздольное, Соловьёвка, Тамбовское, Третья Падь, Утёсное, Чапаево; город Корсаков |
| Курильский                      | город Курильск                  | сёла: Активное, Буревестник, Горное, Горячие Ключи, Рейдово, Шуми-Городок; город Курильск; острова: Броутона, Итуруп, Симушир, Уруп, о-ва Чёрные Братья |
| Макаровский                     | город Макаров                   | сёла: Восточное, Горное, Гребенское, Заозёрное, Новое, Поречье, Пугачёво, Тихое, Туманово, Цапко; город Макаров |
| Ногликский                      | пгт Ноглики                     | сёла: Вал, Венское, Горячие Ключи, Даги, Катангли, Комрво, Морской Пильтун, Ныш, Ныш-2, Чайво, Эвай; пгт Ноглики |
| Охинский                        | город Оха                       | сёла: Восточное, Колендо, Москальво, Некрасовка, Озёрный, Пильтун-2, Рыбновск, Рыбное, Сабо, Тунгор, Эхаби; город Оха |
| Поронайский                     | город Поронайск                 | сёла: Восток, Гастелло, Забайкалец, Леонидово, Лермонтовка, Майское, Малиновка, Матросово, Соболиное, Тихменево, Трудовое; город Поронайск |
| Северо-Курильский               | город Северо-Курильск           | город Северо-Курильск; острова: Анциферова, Атласова, Кетой, Маканруши, Матуа, Онекотан, Парамушир, Райкоке, Расшуа, Топорковый, о-ва Ушишир, Харимкотан, Чиринкотан, Шиашкотан, Шумшу, Экарма |
| Смирныховский                   | пгт Смирных                     | сёла: Буюклы, Ельники, Кошевое, Онор, Онор-2, Орлово, Первомайск, Пильво, Победино, Раздольное, Рощино, Рыбоводное, Южная-Хандаса; пгт Смирных |
| Томаринский                     | город Томари                    | сёла: Айнское, Белинское, Заречное, Ильинское, Красногорск, Лопатино, Неводское, Новосёлово, Парусное, Пензенское, Северное, Урожайное, Черемшанка; город Томари |
| Тымовский                       | пгт Тымовское                   | сёла: Адо-Тымово, Арги-Паги, Белое, Белоречье, Берёзовая Поляна, Верхний Армудан, Воскресеновка, Восход, Горки, Зональное, Иркир, Кировское, Ключи, Красная Тымь, Лонгари, Молодёжное, Ново-Тымовское, Палево, Подгорное, Славы, Ульва, Усково, Чир-Унвд, Ясное; пгт Тымовское                                       |
| Холмский                        | город Холмск                    | сёла: Байково, Бамбучек, Зырянское, Калинино, Камышево, Костромское, Красноярское, Люблино, Новосибирское, Ожидаево, Павино, Пионеры, Пожарское, Правда, Прибой, Пятиречье, Серные Источники, Совхозное, Чапланово, Чехов, Чистоводное, Яблочное; город Холмск                                                       |
| Южно-Курильский                 | пгт Южно-Курильск               | сёла: Буровая Рудный, Головнино, Дубовое, Застава Докучаева, Крабозаводское, Малокурильское, Маяк Ловцова, Менделеево, Отрада; посёлки: Горячий Пляж, Лагунное; пгт Южно-Курильск; острова: Анучина, Грига, Дальний, Девятый Вал, о-ва Дёмина, Зелёный, Кунашир, о-ва Осколки, Полонского, Танфильева, Шикотан, Юрий |
| Город Южно-Сахалинск            | Южно-Сахалинск                  | сёла: 17 км, Березняки, Дальнее, Ёлочки, Ключи, Новая Деревня, Новодеревенское, Санаторное, Синегорск, Старорусское; посёлки: Лиственничное, Луговое, Ново-Александровск, Хомутово, Христофоровка |
| Муниципальные районы            |                                 | |
| Район                           | Центр                           | Сельские и городские поселения (населённые пункты, входящие в поселение) |
| Невельский                      | город Невельск                  | Горнозаводское (сёла: Ватутино, Горнозаводск), Невельское (сёла: Амурское, Колхозное, Лопатино, Придорожное, Раздольное, Селезнево, Ясноморское; город Невельск), Шебунинское (село Шебунино) |
| Углегорский                     | город Углегорск                 | Бошняковское (сёла: Белые Ключи, Бошняково), Углегорское (сёла: Краснополье, Медвежье, Никольское, Ольховка, Ольшанка, Орлово, Поречье, Приозёрное, Прудное; город Углегорск), Шахтёрское (сёла: Лесогорское, Тельновское, Надеждино, Ударное; г. Шахтёрск)                                                          |

Законом Сахалинской области от 7 декабря 2009 года № 105-ЗО, Невельское городское поселение, Горнозаводское и Шебунинское сельские поселения объединены в Невельский городской округ.
Законом Сахалинской области от 13 июля 2012 года № 79-ЗО, муниципальные образования «Городской округ Вахрушев» и «Городской округ Поронайский» преобразованы в муниципальное образование Поронайский городской округ.
Таблица соответствия кодов ОКАТО кодам ОКТМО муниципальных образований с 1 января 2014 года Сахалинской области
| № п/п | наименование муниципального образования                                                | код ОКАТО до 01.01.2014 года | код по ОКТМО с 01.01.2014 | наименование                                                       |
| ----- | -------------------------------------------------------------------------------------- | ---------------------------- | ------------------------- | ------------------------------------------------------------------ |
| 1     | Углегорский муниципальный район                                                        | 64252000000                  | 64652000                  | Углегорский муниципальный район                                    |
| 2     | Углегорское городское поселение Углегорского муниципального района Сахалинской области | 64435000000                  | 64652101                  | городское поселение Углегорское Углегорского муниципального района |
| 3     | Шахтерское городское поселение Углегорского муниципального района Сахалинской области  | 64252510000                  | 64652110                  | городское поселение Шахтерское Углегорского муниципального района  |
| 4     | Бошняковское сельское поселение Углегорского муниципального района Сахалинской области | 64252802000                  | 64652402                  | сельское поселение Бошняковское Углегорского муниципального района |
| 5     | городской округ «Город Южно-Сахалинск»                                                 | 64401000000                  | 64701000                  | городской округ город Южно-Сахалинск                               |
| 6     | городской округ «Александровск-Сахалинский район» Сахалинской области                  | 64204000000                  | 64704000                  | городской округ Александровск-Сахалинский район                    |
| 7     | «Анивский городской округ»                                                             | 64208000000                  | 64708000                  | городской округ Анивский                                           |
| 8     | городской округ «Долинский» Сахалинской области Российской Федерации                   | 64212000000                  | 64712000                  | городской округ Долинский                                          |
| 9     | «Корсаковский городской округ» Сахалинской области                                     | 64216000000                  | 64716000                  | городской округ Корсаковский                                       |
| 10    | «Курильский городской округ»                                                           | 64220000000                  | 64720000                  | городской округ Курильский                                         |
| 11    | «Макаровский городской округ» Сахалинской области                                      | 64224000000                  | 64724000                  | городской округ Макаровский                                        |
| 12    | «Невельский городской округ»                                                           | 64228000000                  | 64728000                  | городской округ Невельский                                         |
| 13    | «Городской округ Ногликский»                                                           | 64232000000                  | 64732000                  | городской округ Ногликский                                         |
| 14    | городской округ «Охинский» Сахалинской области                                         | 64236000000                  | 64736000                  | городской округ Охинский                                           |
| 15    | Поронайский городской округ                                                            | 64240000000                  | 64740000                  | городской округ Поронайский                                        |
| 16    | Северо-Курильский городской округ                                                      | 64243000000                  | 64743000                  | городской округ Северо-Курильский                                  |
| 17    | городской округ «Смирныховский» Сахалинской области                                    | 64246000000                  | 64746000                  | городской округ Смирныховский                                      |
| 18    | «Томаринский городской округ»                                                          | 64248000000                  | 64748000                  | городской округ Томаринский                                        |
| 19    | «Тымовский городской округ» Сахалинской области                                        | 64250000000                  | 64750000                  | городской округ Тымовский                                          |
| 20    | «Холмский городской округ»                                                             | 64254000000                  | 64754000                  | городской округ Холмский                                           |
| 21    | «Южно-Курильский городской округ»                                                      | 64256000000                  | 64756000                  | городской округ Южно-Курильский                                    |